# Pfalz D.XV
Le Pfalz D.XV était un avion de chasse monoplace allemand. Sa production en série a été approuvée à la fin de la Première Guerre mondiale, trop tard pour qu'il entre en service.

## Conception
Le D.XV était le dernier de la série des avions de chasse biplans Pfalz, et il était très différent des avions précédents. Le fuselage se trouvait entre les deux plans de la voilure, qui ne comportaient pas de haubans raidisseurs. Le plan inférieur était le plus petit des deux, à la fois en envergure et en corde. Il avait des extrémités elliptiques. L'aile supérieure, aux extrémités carrées, était munie d'ailerons. Les deux plans étaient d'une seule pièce d'un bout à l'autre. Des entretoises en forme de N, inclinées vers l'extérieur, reliaient les deux plans. Le fuselage était relié aux deux plans par d'autres entretoises courtes.
Le D.XV était propulsé par un moteur en ligne BMW IIIa à 6 cylindres de 185 ch (138 kW) muni d'un radiateur rectangulaire au-dessus de l'arbre de transmission de l'hélice bipale. À l'arrière, le fuselage avait une section transversale arrondie. Le cockpit ouvert, monoplace, se trouvait derrière le bord de fuite de l'aile supérieure. L'empennage horizontal se trouvait à mi-hauteur du fuselage. Il était en forme de D et ses gouvernes possédaient des masses d'équilibrage. La dérive était triangulaire et portait un gouvernail de direction court, arrondi et équilibré. Le D.XV possédait un train d'atterrissage conventionnel fixe à essieu unique, les extrémités de l'essieu étant soutenues par des paires d'entretoises en V et de câbles de renfort croisés. À l'arrière du fuselage il y avait une béquille de queue de grandes dimensions.

## Engagements
Le D.XV a été mis au point au cours de l'été 1918 et propose en plusieurs versions, avec ailerons sans équilibrage (D.XVf) et équilibrés (D.XV Spezial). Le moteur Daimler D.IIIa de 180 ch (134 kW) a également été envisagé pour le propulser. Le Pfalz D.XV participa à la troisième compétition de chasseurs biplans, qui s'est tenue en octobre 1918. Il fut reconnu comme étant très performant et maniable bien que son empennage soit lourd et qu'il soit difficile à faire atterrir. Il fut l'un des derniers chasseurs allemands acceptés pour la production en série, en novembre 1918, quelques jours seulement avant l'armistice.
En raison de l’approbation tardive de sa fabrication, le Pfalz D.XV n’a jamais atteint le stade de l'emploi opérationnel. Néanmoins, plusieurs exemplaires ont été achevés, et il y avait 74 fuselages terminés dans l'usine Pfalz lorsque celle-ci a été inspectée par les Alliés à l'automne 1919.